# Brouillard (roman)
Pour les articles homonymes, voir Niebla et Brouillard (homonymie).
Brouillard (Niebla) est un roman écrit par Miguel de Unamuno en 1907 et paru en 1914, dans lequel l'écrivain espagnol expose sa philosophie.
Une des scènes les plus importantes montre la confrontation entre le protagoniste Augusto Pérez et le romancier qui évoque notamment le thème de l'impossible immortalité et de l'infructueuse lutte de l'homme devant ce tragique destin.
Niebla est une œuvre de maturité de Unamuno qui converge avec ses intérêts personnels : une mort qui signifie la fin de l'existence de la vie personnelle.
Il s'agit d'une œuvre essentielle qui précède chez Unamuno la période du réalisme. Cette œuvre reçut un très bon accueil du public et connut une large diffusion, ayant été traduite en une douzaine de langues.

## Traductions françaises
Le roman a été traduit en français sous le titre Brouillard par Noémi Larthe, aux éditions du Sagittaire, en 1926 ; une nouvelle traduction, sous le même titre, par Catherine Ballestero est parue à la Librairie Séguier en 1990. Une réédition de la traduction de Noémi Larthe, revue par Albert Bensoussan, est publiée en 2003 aux éditions Terre de Brume. Le roman est publié dans la collection HISTOIRES faciles à lire (Espagnol, niveau 1) par les éditions Ophrys, choix du texte et notes par Jean-Claude Jaffé, professeur d’espagnol en 2024.